# Acanthoscelides notatopygus
Acanthoscelides notatopygus is een keversoort uit de familie bladkevers (Chrysomelidae). De wetenschappelijke naam van de soort werd in 1930 gepubliceerd door Maurice Pic.